# Erik Bánki

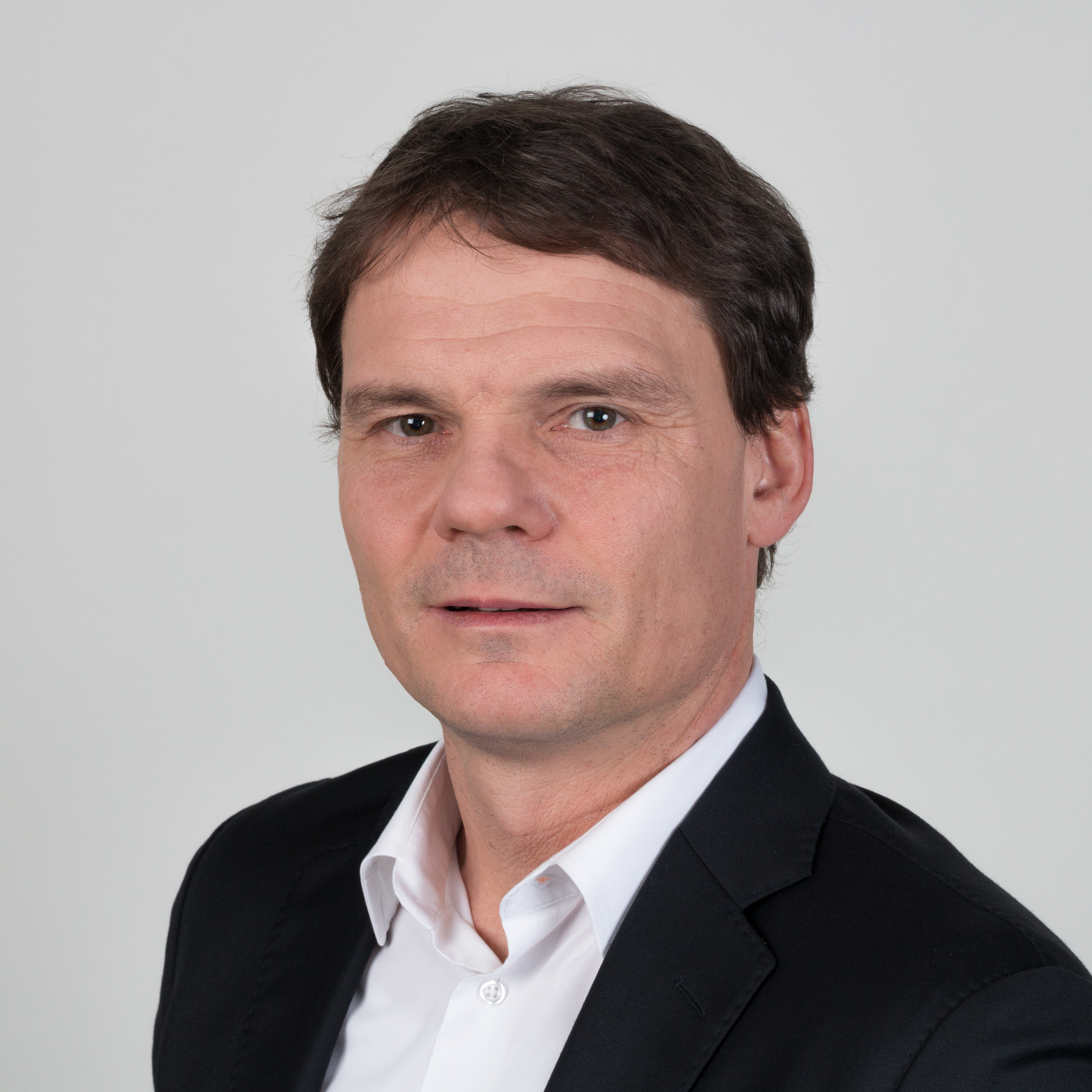
Eric Bánki (2014)

Erik Bánki (* 26. Mai 1970 in Szekszárd) ist ein ungarischer Politiker der Fidesz – Ungarischer Bürgerbund.

## Leben
Vom 18. Juni 1998 bis 10. Juni 2012 war Bánki Abgeordneter im Ungarischen Parlament. 2012 rückte er für János Áder, der zum Staatspräsidenten gewählt wurde, in das Europäische Parlament nach. Seit 2014 gehört er wieder dem ungarischen Parlament an.